# The Rising Tour
The Rising Tour fue una gira musical del músico estadounidense Bruce Springsteen y The E Street Band por Norteamérica, Europa y Oceanía entre 2002 y 2003. La gira, con 120 conciertos en total, sirvió como promoción del álbum de estudio The Rising, fue una de las más duraderas del músico hasta la fecha, y supuso la segunda gira de Springsteen con la E Street Band tras su reunión con el grupo tres años antes.

## Itinerario
The Rising Tour fue una de las giras más publicitadas de la carrera musical de Bruce Springsteen. Los preparativos de la gira comenzaron a finales de julio de 2002 con ensayos privados, ocasionalmente públicos, en el Convention Hall de Asbury Park, así como con una aparición promocional en el programa matinal de la NBC The Today Show. Springsteen también apareció en el programa de la CBS Late Night with David Letterman, en el Saturday Night Live de la NBC y en Nightline de ABC. A pesar de ser una persona reservada, Springsteen aceptó aparecer en programas televisivos como parte del esfuerzo promocional que se llevó a cabo en torno a la gira y al álbum.
La primera etapa de la gira comenzó el 7 de agosto de 2002 con un concierto en el Continental Airlines Arena de Nueva Jersey. El concierto dio comienzo a lo que la empresa de representación de Springsteen denominó «Barnstorming», con 46 conciertos en estadios de Norteamérica (39) y Europa (7) hasta finales de año, que terminaron con un concierto en el Conseco Fieldhouse de Indianápolis. La idea era maximizar los efectos de la publicidad sobre la gira para favorecer un incremento en las ventas del también promocionado álbum The Rising, visitando para ello diferentes mercados. La estrategia pareció tener éxito, ya que The Rising obtuvo un importante éxito comercial y se convirtió en uno de los discos más vendidos de la carrera de Springsteen en los últimos 15 años.
Tras un descanso de dos meses en invierno, la segunda etapa de la gira comenzó el 28 de febrero de 2003 con siete conciertos en los Estados Unidos. A continuación, el grupo se trasladó a Australia y Nueva Zelanda para ofrecer cinco conciertos en marzo. Posteriormente, volvieron a Norteamérica par tocar seis conciertos en Canadá durante el mes de abril. Tras un nuevo descanso de tres semanas, la gira se trasladó a Europa, donde ofrecieron 24 conciertos entre mayo y junio que comenzaron en el Feyenoord Stadion de Róterdam y terminaron en el Stadio San Siro de Milán. Los conciertos en Europa tuvieron un notable éxito, con récord de venta de entradas en menos de dos horas en Finlandia, Suecia, Noruega y Dinamarca. 
Durante la última etapa de la gira, Springsteen ofreció 33 nuevos conciertos en estadios o cambos de béisbol de Norteamérica desde comienzos de octubre. La etapa comenzó con diez conciertos en el Giants Stadium de Nueva Jersey. The Rising Tour concluyó el 4 de octubre de 2003 en el Shea Stadium de Nueva York. En total, la gira incluyó 120 fechas en 82 ciudades durante 14 meses.

## Fechas
| Fecha                    | Ciudad                          | País           | Escenario                             |
| Norteamérica             | Norteamérica                    | Norteamérica   | Norteamérica                          |
| ------------------------ | ------------------------------- | -------------- | ------------------------------------- |
| 7 de agosto de 2002      | East Rutherford, Nueva Jersey   | Estados Unidos | Continental Airlines Arena            |
| 10 de agosto de 2002     | Washington D. C.                | Estados Unidos | MCI Center                            |
| 12 de agosto de 2002     | Nueva York, Nueva York          | Estados Unidos | Madison Square Garden                 |
| 14 de agosto de 2002     | Cleveland, Ohio                 | Estados Unidos | Gund Arena                            |
| 15 de agosto de 2002     | Auburn Hills, Míchigan          | Estados Unidos | The Palace of Auburn Hills            |
| 18 de agosto de 2002     | Paradise, Nevada                | Estados Unidos | Thomas & Mack Center                  |
| 20 de agosto de 2002     | Portland, Oregón                | Estados Unidos | Rose Garden                           |
| 21 de agosto de 2002     | Tacoma, Washington              | Estados Unidos | Tacoma Dome                           |
| 24 de agosto de 2002     | Inglewood, California           | Estados Unidos | The Forum                             |
| 25 de agosto de 2002     | Phoenix, Arizona                | Estados Unidos | America West Arena                    |
| 27 de agosto de 2002     | San José, California            | Estados Unidos | San Jose Arena                        |
| 30 de agosto de 2002     | San Luis, Misuri                | Estados Unidos | Savvis Center                         |
| 22 de septiembre de 2002 | Denver, Colorado                | Estados Unidos | Pepsi Center                          |
| 24 de septiembre de 2002 | Kansas City, Misuri             | Estados Unidos | Kemper Arena                          |
| 25 de septiembre de 2002 | Chicago, Illinois               | Estados Unidos | United Center                         |
| 27 de septiembre de 2002 | Milwaukee, Wisconsin            | Estados Unidos | Bradley Center                        |
| 29 de septiembre de 2002 | Fargo, Dakota del Norte         | Estados Unidos | Fargodome                             |
| 30 de septiembre de 2002 | Saint Paul, Minnesota           | Estados Unidos | Xcel Energy Center                    |
| 4 de octubre de 2002     | Boston, Massachusetts           | Estados Unidos | FleetCenter                           |
| 6 de octubre de 2002     | Filadelfia, Pensilvania         | Estados Unidos | First Union Center                    |
| 7 de octubre de 2002     | Búfalo, Nueva York              | Estados Unidos | HSBC Arena                            |
| Europa                   |                                 |                |                                       |
| 14 de octubre de 2002    | París                           | Francia        | Palais Omnisports de Paris-Bercy      |
| 16 de octubre de 2002    | Barcelona                       | España         | Palau Sant Jordi                      |
| 18 de octubre de 2002    | Bologna                         | Italia         | PalaMalaguti                          |
| 20 de octubre de 2002    | Berlín                          | Alemania       | Velodrom                              |
| 22 de octubre de 2002    | Róterdam                        | Países Bajos   | Ahoy Rotterdam                        |
| 24 de octubre de 2002    | Estocolmo                       | Suecia         | Ericsson Globe                        |
| 27 de octubre de 2002    | Londres                         | Inglaterra     | Wembley Arena                         |
| Norteamérica             |                                 |                |                                       |
| 3 de noviembre de 2002   | Dallas, Texas                   | Estados Unidos | American Airlines Center              |
| 4 de noviembre de 2002   | Houston, Texas                  | Estados Unidos | The Summit                            |
| 12 de noviembre de 2002  | Cincinnati, Ohio                | Estados Unidos | U.S. Bank Arena                       |
| 14 de noviembre de 2002  | Lexington, Kentucky             | Estados Unidos | Rupp Arena                            |
| 16 de noviembre de 2002  | Greensboro, Carolina del Norte  | Estados Unidos | Greensboro Coliseum                   |
| 19 de noviembre de 2002  | Birmingham, Alabama             | Estados Unidos | BJCC Arena                            |
| 21 de noviembre de 2002  | Orlando, Florida                | Estados Unidos | TD Waterhouse Centre                  |
| 23 de noviembre de 2002  | Miami, Florida                  | Estados Unidos | American Airlines Arena               |
| 24 de noviembre de 2002  | Tampa, Florida                  | Estados Unidos | Ice Palace                            |
| 2 de diciembre de 2002   | Atlanta, Georgia                | Estados Unidos | Philips Arena                         |
| 4 de diciembre de 2002   | Pittsburgh, Pensilvania         | Estados Unidos | Mellon Arena                          |
| 5 de diciembre de 2002   | Toronto, Ontario                | Canadá         | Air Canada Centre                     |
| 8 de diciembre de 2002   | Charlotte, Carolina del Norte   | Estados Unidos | Charlotte Coliseum                    |
| 9 de diciembre de 2002   | Columbia, Carolina del Sur      | Estados Unidos | Carolina Coliseum                     |
| 13 de diciembre de 2002  | Albany, Nueva York              | Estados Unidos | Pepsi Arena                           |
| 16 de diciembre de 2002  | Columbus, Ohio                  | Estados Unidos | Schottenstein Center                  |
| 17 de diciembre de 2002  | Indianápolis, Indiana           | Estados Unidos | Conseco Fieldhouse                    |
| 28 de febrero de 2003    | Duluth, Georgia                 | Estados Unidos | Arena at Gwinnett Center              |
| 2 de marzo de 2003       | Austin, Texas                   | Estados Unidos | Frank Erwin Center                    |
| 4 de marzo de 2003       | Jacksonville, Florida           | Estados Unidos | Jacksonville Coliseum                 |
| 6 de marzo de 2003       | Richmond, Virginia              | Estados Unidos | Richmond Coliseum                     |
| 7 de marzo de 2003       | Atlantic City, Nueva Jersey     | Estados Unidos | Boardwalk Hall                        |
| 10 de marzo de 2003      | Providence, Rhode Island        | Estados Unidos | Dunkin Donuts Center                  |
| 11 de marzo de 2003      | Rochester, Nueva York           | Estados Unidos | Blue Cross Arena                      |
| Oceanía                  |                                 |                |                                       |
| 20 de marzo de 2003      | Melbourne                       | Australia      | Telstra Dome                          |
| 22 de marzo de 2003      | Sídney                          | Australia      | Sídney Cricket Ground                 |
| 25 de marzo de 2003      | Brisbane                        | Australia      | Brisbane Entertainment Centre         |
| 26 de marzo de 2003      | Brisbane                        | Australia      | Brisbane Entertainment Centre         |
| 28 de marzo de 2003      | Auckland                        | Nueva Zelanda  | Western Springs Stadium               |
| Norteamérica             |                                 |                |                                       |
| 9 de abril de 2003       | Sacramento, California          | Estados Unidos | Arco Arena                            |
| 11 de abril de 2003      | Vancouver, Columbia Británica   | Canadá         | Pacific Coliseum                      |
| 13 de abril de 2003      | Calgary, Alberta                | Canadá         | Pengrowth Saddledome                  |
| 14 de abril de 2003      | Edmonton, Alberta               | Canadá         | Skyreach Centre                       |
| 18 de abril de 2003      | Ottawa, Ontario                 | Canadá         | Corel Centre                          |
| 19 de abril de 2003      | Montreal, Quebec                | Canadá         | Bell Centre                           |
| Europa                   |                                 |                |                                       |
| 6 de mayo de 2003        | Róterdam                        | Países Bajos   | Feyenoord Stadion                     |
| 8 de mayo de 2003        | Róterdam                        | Países Bajos   | Feyenoord Stadion                     |
| 10 de mayo de 2003       | Ludwigshafen                    | Alemania       | Sudweststadion                        |
| 12 de mayo de 2003       | Bruselas                        | Bélgica        | King Baudouin Stadium                 |
| 15 de mayo de 2003       | Gijón                           | España         | El Molinón                            |
| 17 de mayo de 2003       | Barcelona                       | España         | Estadi Olimpic de Montjuic            |
| 19 de mayo de 2003       | Madrid                          | España         | Estadio La Peineta                    |
| 22 de mayo de 2003       | Gelsenkirchen                   | Alemania       | Arena AufSchalke                      |
| 24 de mayo de 2003       | París                           | Francia        | Stade de France                       |
| 26 de mayo de 2003       | Londres                         | Inglaterra     | Crystal Palace National Sports Centre |
| 27 de mayo de 2003       | Londres                         | Inglaterra     | Crystal Palace National Sports Centre |
| 29 de mayo de 2003       | Mánchester                      | Inglaterra     | Old Trafford Cricket Ground           |
| 31 de mayo de 2003       | Dublín                          | Irlanda        | RDS Arena                             |
| 8 de junio de 2003       | Florencia                       | Italia         | Stadio Artemio Franchi                |
| 10 de junio de 2003      | Múnich                          | Alemania       | Olympic Stadium                       |
| 12 de junio de 2003      | Hamburgo                        | Alemania       | Volksparkstadion                      |
| 14 de junio de 2003      | Copenhague                      | Dinamarca      | Parken Stadium                        |
| 16 de junio de 2003      | Helsinki                        | Finlandia      | Helsinki Olympic Stadium              |
| 17 de junio de 2003      | Helsinki                        | Finlandia      | Helsinki Olympic Stadium              |
| 19 de junio de 2003      | Oslo                            | Noruega        | Valle Hovin                           |
| 21 de junio de 2003      | Gotemburgo                      | Suecia         | Ullevi                                |
| 22 de junio de 2003      | Gotemburgo                      | Suecia         | Ullevi                                |
| 25 de junio de 2003      | Viena                           | Austria        | Ernst-Happel-Stadion                  |
| 28 de junio de 2003      | Milán                           | Italia         | Stadio San Siro                       |
| Norteamérica             |                                 |                |                                       |
| 15 de julio de 2003      | East Rutherford, Nueva Jersey   | Estados Unidos | Giants Stadium                        |
| 17 de julio de 2003      | East Rutherford, Nueva Jersey   | Estados Unidos | Giants Stadium                        |
| 18 de julio de 2003      | East Rutherford, Nueva Jersey   | Estados Unidos | Giants Stadium                        |
| 21 de julio de 2003      | East Rutherford, Nueva Jersey   | Estados Unidos | Giants Stadium                        |
| 24 de julio de 2003      | East Rutherford, Nueva Jersey   | Estados Unidos | Giants Stadium                        |
| 26 de julio de 2003      | East Rutherford, Nueva Jersey   | Estados Unidos | Giants Stadium                        |
| 27 de julio de 2003      | East Rutherford, Nueva Jersey   | Estados Unidos | Giants Stadium                        |
| 1 de agosto de 2003      | Foxborough, Massachusetts       | Estados Unidos | Gillette Stadium                      |
| 2 de agosto de 2003      | Foxborough, Massachusetts       | Estados Unidos | Gillette Stadium                      |
| 6 de agosto de 2003      | Pittsburgh, Pensilvania         | Estados Unidos | PNC Park                              |
| 8 de agosto de 2003      | Filadelfia, Pensilvania         | Estados Unidos | Lincoln Financial Field               |
| 9 de agosto de 2003      | Filadelfia, Pensilvania         | Estados Unidos | Lincoln Financial Field               |
| 11 de agosto de 2003     | Filadelfia, Pensilvania         | Estados Unidos | Lincoln Financial Field               |
| 13 de agosto de 2003     | Chicago, Illinois               | Estados Unidos | Comiskey Park                         |
| 16 de agosto de 2003     | San Francisco, California       | Estados Unidos | Pacific Bell Park                     |
| 17 de agosto de 2003     | Los Ángeles, California         | Estados Unidos | Dodger Stadium                        |
| 28 de agosto de 2003     | East Rutherford, Nueva Jersey   | Estados Unidos | Giants Stadium                        |
| 30 de agosto de 2003     | East Rutherford, Nueva Jersey   | Estados Unidos | Giants Stadium                        |
| 31 de agosto de 2003     | East Rutherford, Nueva Jersey   | Estados Unidos | Giants Stadium                        |
| 6 de septiembre de 2003  | Boston, Massachusetts           | Estados Unidos | Fenway Park                           |
| 7 de septiembre de 2003  | Boston, Massachusetts           | Estados Unidos | Fenway Park                           |
| 10 de septiembre de 2003 | Toronto, Ontario                | Canadá         | Skydome                               |
| 13 de septiembre de 2003 | Washington D. C.                | Estados Unidos | FedEx Field                           |
| 14 de septiembre de 2003 | Chapel Hill, Carolina del Norte | Estados Unidos | Kenan Stadium                         |
| 16 de septiembre de 2003 | East Hartford, Connecticut      | Estados Unidos | Rentschler Field                      |
| 18 de septiembre de 2003 | East Hartford, Connecticut      | Estados Unidos | Rentschler Field                      |
| 20 de septiembre de 2003 | Corfu, Nueva York               | Estados Unidos | Darien Lake Performing Arts Center    |
| 21 de septiembre de 2003 | Detroit, Míchigan               | Estados Unidos | Comerica Park                         |
| 25 de septiembre de 2003 | Denver, Colorado                | Estados Unidos | Invesco Field at Mile High            |
| 27 de septiembre de 2003 | Milwaukee, Wisconsin            | Estados Unidos | Miller Park                           |
| 1 de octubre de 2003     | Nueva York                      | Estados Unidos | Shea Stadium                          |
| 3 de octubre de 2003     | Nueva York                      | Estados Unidos | Shea Stadium                          |
| 4 de octubre de 2003     | Nueva York                      | Estados Unidos | Shea Stadium                          |

## Personal
- Bruce Springsteen: voz, guitarra rítmica, armónica y piano
- The E Street Band:
  - Roy Bittan: piano y sintetizador
  - Clarence Clemons: saxofón y coros
  - Danny Federici: órgano, glockenspiel y acordeón
  - Nils Lofgren: guitarra, pedal steel guitar, dobro, banjo y coros
  - Patti Scialfa; guitarra acústica y coros
  - Garry Tallent: bajo
  - Steven Van Zandt: guitarra, mandolina y coros
  - Max Weinberg: batería
- Soozie Tyrell: violín, percusión y coros